# پورت‌سعید
پورت‌سعید (همچنین پُر سعید یا بندر سعید) (به عربی: بورسعید، به فرانسوی: Port Saïd)، بندری است در ساحل دریای مدیترانه و شمال شرق مصر، در انتهای شمالی آبراه سوئز و کرانه غربی آن و بین دریای سفید و دریاچه منزله. این بندر از طریق خط آهنی به طول ۲۳۳ کیلومتر از طریق زقازیق و اسماعیلیه، به قاهره، دمیاط و اسکندریه متصل می‌شود. پس از احداث کانال سوئز، پورت سعید به دومین بندر مهم مصر پس از اسکندریه تبدیل شد، و درحال حاضر مرکز استانی به همین نام است.
این شهر دارای یک لنگرگاه مصنوعی زیبا و کوچه‌های مستقیم و باز و ساختمان‌های آباد اروپایی و آب‌انبار تجاری بزرگی‌ست که هنگام تعیین محل کانال سوئز بنام خدیو مصر، سعید پاشا نامیده شد. پورت سعید، در پایان قرن نوزدهم میلادی بزرگ‌ترین ایستگاه بارگیری زغال‌سنگ جهان، عمدتاً برای تجارت از طریق کانال سوئز، و در آغاز قرن بیستم مرکز صادرات کتان، برنج و دیگر محصولات کشاورزی ناحیه دلتای نیل شرقی و همچنین مرکز فرآوری ماهی بود. امروزه منسوجات، البسه، شیشه، چینی، لاستیک و باتری اتومبیل و ساعت از صنایع ساخت پورت‌سعید است. همچنین پورت سعید دارای دو نیروگاه گازی برق، صنایع رایانه، ساختمان‌سازی، چاپ و تسهیلات کشتی‌سازی است.

## تاریخ

### دوران باستان
محل فعلی شهر قبلاً یک دهکده ماهیگیری بود. در ۲۸ کیلومتری آن، یک شهر ساحلی پیدا شد که نشانه‌های آن از بین رفته است. این شهر «بارامون» نامیده می‌شد، به معنی شهر خدای آمون سپس یونانیان حومه‌ای از شهر را تأسیس کردند که آن را «پلوس» نامیدند، و این نام به تمام شهر اطلاق شد، بنابراین آن منطقه «پلوس» (واقع در بین پلوسیوم و تنیس) نامیده شد که به معنای گل یا لجن زیاد است. این شهر در مقابل شهر برآمون یا برما قرار داشت و از آنجا بود که اعراب آن را «الفَرمَه» نامیدند.

## مناطق شهرداری و جمعیت‌شناسی
پورت‌سعید مدرن به ۷ منطقه تقسیم شده است:
- منطقهٔ جنوبی
- منطقهٔ گل‌ها
- منطقهٔ الضواحى
- منطقهٔ شرقی
- منطقهٔ المناخ
- منطقهٔ العرب
- منطقهٔ غربی

منطقه‌های پورت سعید به هشت قسیم (حوزه پلیس) تقسیم شده‌اند که بر اساس برآوردها، جمعیت کل آن‌ها در ژانویه ۲۰۲۳ حدود ۶۸۰,۳۷۵ نفر بوده است.
| نام انگلیسی‌شده | معادل فارسی | نام اصلی    | تلفظ مصری   | جمعیت (تقریبی در سال ۲۰۲۳) |
| -------------- | ----------- | ----------- | ----------- | -------------------------- |
| El Dawahi      | الضواحى     | الضواحى     | El-Ḍawāḥi   | 148,624                    |
| El Arab        | العرب       | العرب       | El-'Arab    | 60,251                     |
| South          | جنوبی       | الجنوب      | El-Ganūb    | 41,901                     |
| South 2        | جنوبی دوم   | الجنوب تانى | El-Ganūb 2  | 38,273                     |
| El Manakh      | المناخ      | المناخ      | El-Manākh   | 84,679                     |
| El Manasra     | المناصره    | المناصره    | El-Manāṣrah | 5,587                      |
| East           | شرقی        | شرق         | Sharq       | 34,679                     |
| Flowers        | گل‌ها        | الزهور      | El-Zuhūr    | 266,381                    |

### میدان‌ها
- ميدان المنشيه
- ميدان الشهداء (المسله)
- ميدان المحافظه
- ميدان السيد متولى
- ميدان بنزرت
- ميدان الحريه
- ميدان فولجوجراد
- ميدان الساعه

### باغ‌ها و فضاهای سبز
- باغ فريال
- باغ التاريخ
- باغ المنتزه
- باغ الامل
- باغ التحرير
- باغ السلام
- باغ الفرما
- باغ عرابى
- باغ سعد زغلول
- باغ جمال عبد الناصر
- باغ الشاطئ
- باغ المسله
- باغ الدوليه

## نگارخانه

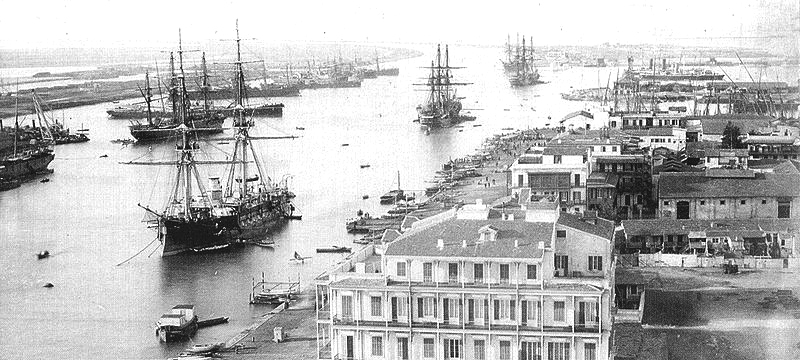
کانال پورت سعید در سال ۱۸۸۰ میلادی
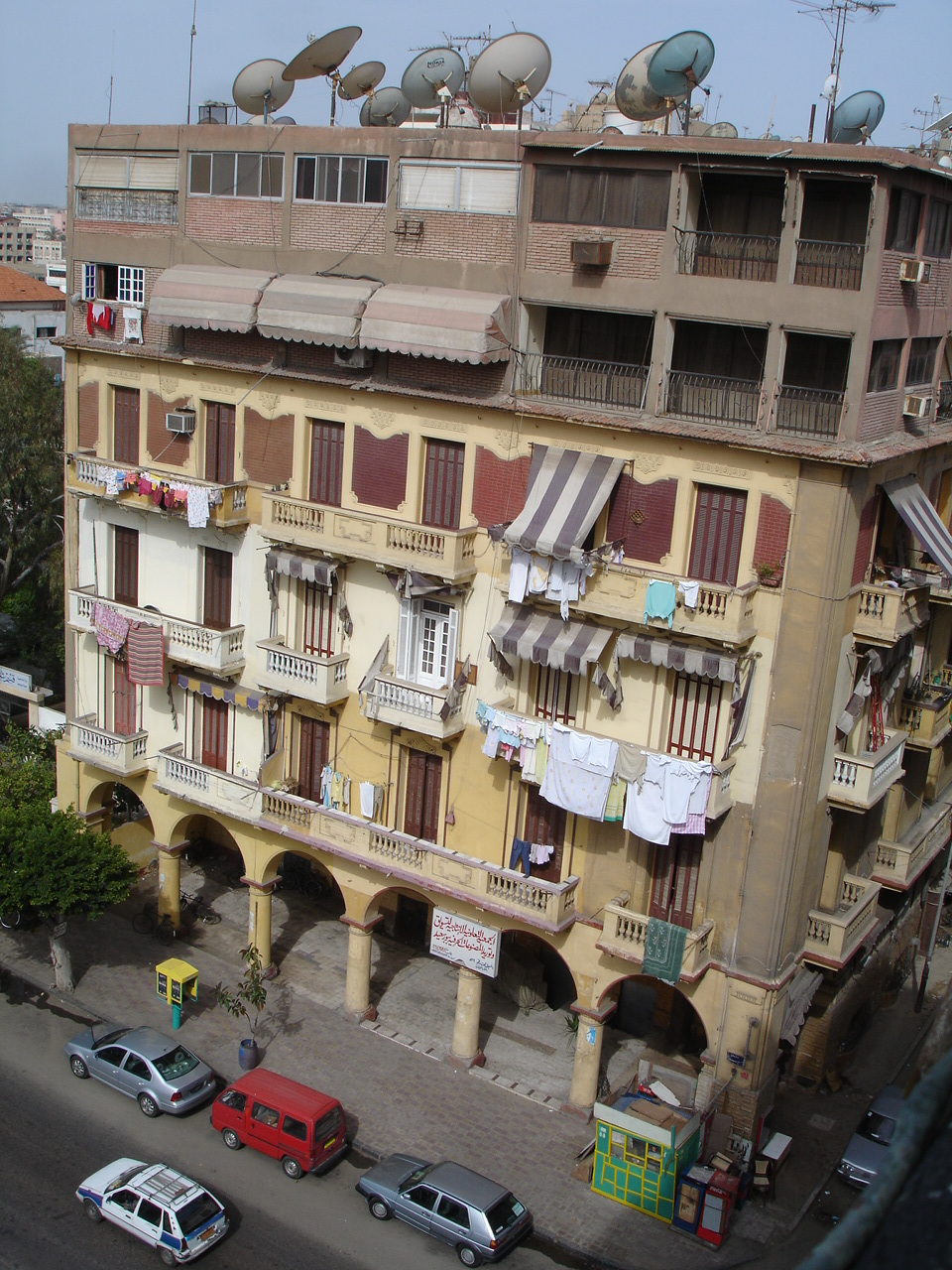
یکی از خانه‌های قوس دار پورت سعید
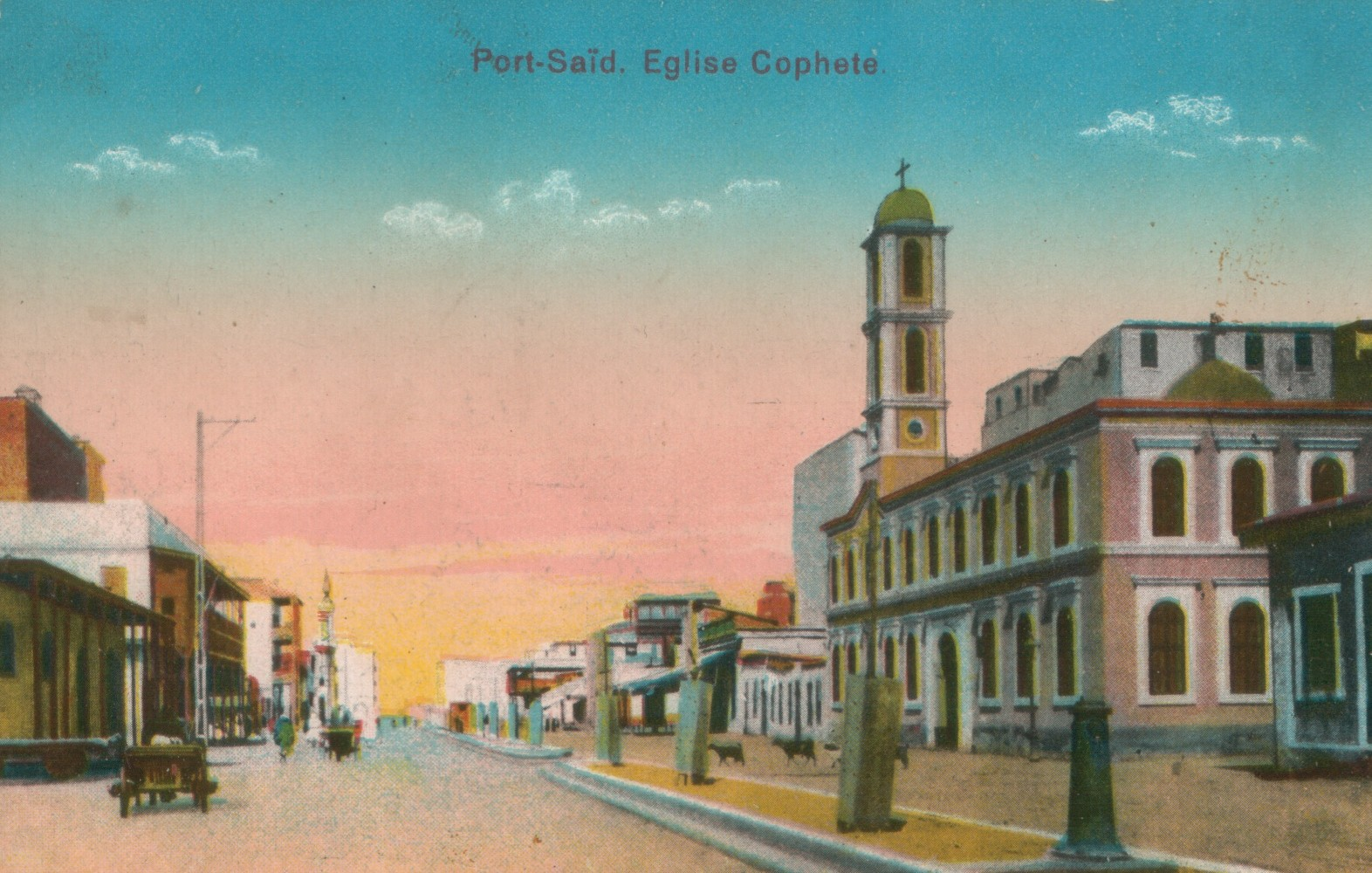
کارت پستال پورت‌سعید در حدود سال ۱۹۱۵
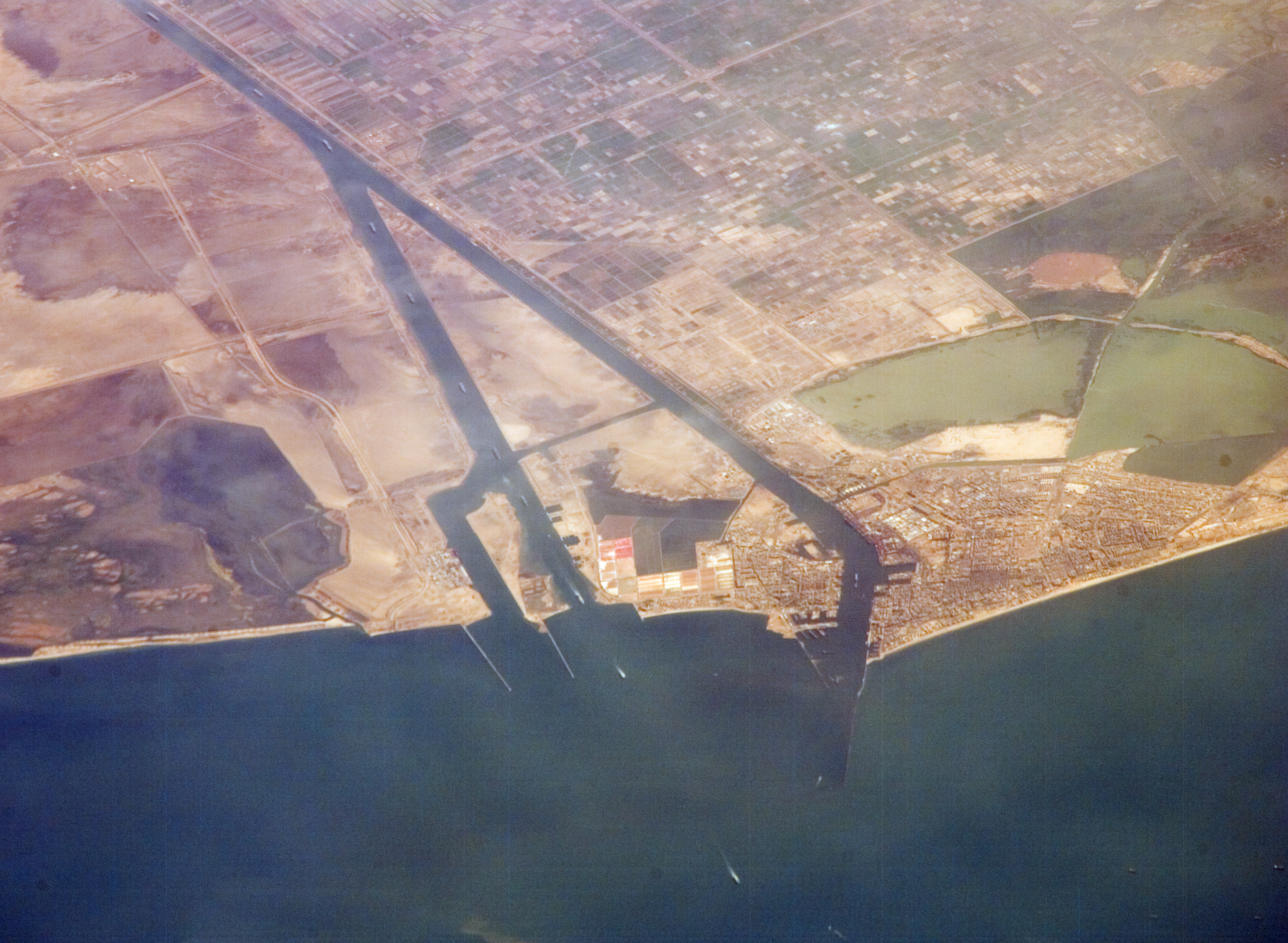
عکس ماهواره‌ای از پرت سعید

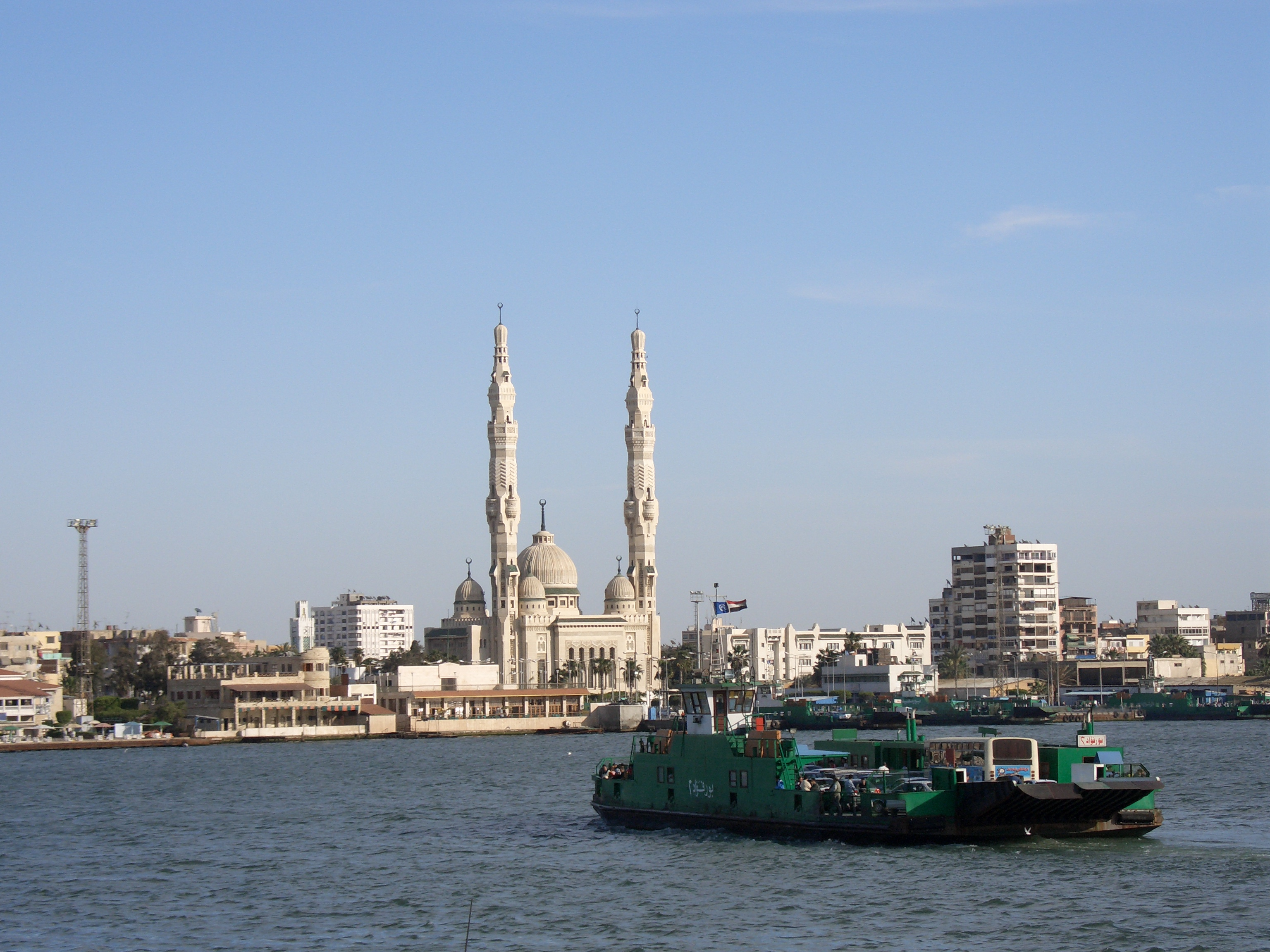